# Поветкин, Александр Владимирович
Алекса́ндр Влади́мирович Пове́ткин (род. 2 сентября 1979, Курск) — российский государственный и политический деятель, боксёр, выступавший в тяжёлой весовой категории. Вице-губернатор Вологодской области. 
Чемпион Олимпийских игр (2004), чемпион мира (2003), двукратный чемпион Европы (2002, 2004), Заслуженный мастер спорта России (2002), чемпион Игр доброй воли (2001) в весовой категории свыше 91 кг, чемпион России в категории до 91 кг (2000) и свыше 91 кг (2001, 2002) в любителях.
В профессионалах — двукратный претендент на титулы чемпиона мира в тяжёлом весе (2013, 2018). Регулярный чемпион мира по версии WBA (2011—2013), временный чемпион мира по версии WBC (2020—2021). Владел также рядом второстепенных титулов. Входил в десятку лучших тяжеловесов мира по рейтингу BoxRec в 2007—2017 и 2019—2020 годах. Обладатель наград «Возвращение года» (2015) и «Нокаут года» (2020) от WBC.

## Биография
Александр Владимирович Поветкин родился 2 сентября 1979 года в Курске. Заниматься боксом Александр начал в 1992 году в курском спорткомплексе «Спартак» под руководством своего отца Владимира Ивановича Поветкина, позже был подопечным Александра Ивановича Рогозина. Прежде чем серьёзно заняться боксом, Александр ходил на тренировки по ушу, рукопашному бою и карате. По признанию самого спортсмена, на занятия боксом его сподвигнул фильм «Рокки».

## Любительская карьера
Первые успехи пришли к Поветкину быстро — уже в 1995 году Александр выиграл юношеский чемпионат России, два года спустя стал победителем юниорского национального первенства.
Александр мог поехать на Олимпийские игры 2000 года в Сидней, однако принять участие в них Поветкину не позволила травма. Перед началом главного турнира четырёх лет, Александр в одном из боёв рассёк сухожилие на руке и соревнования, в которых определялся состав сборной России по боксу пришлось пропустить. В итоге, в Сидней вместо Александра Поветкина отправился Султан Ибрагимов, который выиграл там серебряную медаль.
В 2001 году Александр перешёл в тяжёлый вес. Поветкин дебютировал на чемпионате мира, проходившем в североирландском Белфасте. В четвертьфинале уступил по очкам (30:36) в равном бою украинскому боксёру Алексею Мазикину. В сентябре, в полуфинале Игр доброй воли в Брисбене Александр взял убедительный реванш у Мазикина (15:6).
На пути к континентальному «золоту» Поветкин одержал досрочную победу над весьма квалифицированным немецким бойцом Себастианом Кёбером (в полуфинале), а в решающем поединке перебоксировал сильного итальянца Роберто Камарелле (20:16). В конце года выиграл турнир в Варшаве, в финале которого одолел своего известного соперника — Алексея Лезина.
В 2003 году Поветкин занял второе место на чемпионате России, проиграв в финале тому же Лезину.
В феврале 2004 года выиграл чемпионат Европы, проходивший в хорватском городе Пула. Доставить определённые проблемы Александру сумел лишь итальянский тяжеловес Роберто Камарелле, с которым россиянин встретился в финале турнира.
Но главным достижением курского спортсмена за время его выступлений на любительском ринге стала победа в олимпийском боксёрском турнире на летних Играх 2004 года в Афинах. В четвертьфинале россиянин встретился с представителем Казахстана Мухтарханом Дильдабековым. В полуфинале победил итальянца Роберто Камарелле. В финале Александру предстояло встретиться с египетским тяжеловесом Мухаммедом Али. Однако «золото» Олимпиады досталось Поветкину без боя. Его соперник получил травму правой руки и не смог выйти на ринг. Таким образом, Александр стал первым российским (отечественным) олимпийским чемпионом в тяжёлой весовой категории.
В 2005 году Поветкин принял решение перейти в профессиональный бокс. Он подписал контракт с немецкой промоутерской компанией «Sauerland Event» с условием, что будет тренироваться в Чехове на базе «Витязя».
| Дата          | Турнир                           | Место проведения     | Результат |
| ------------- | -------------------------------- | -------------------- | --------- |
| Август 2004   | Олимпийские игры                 | Афины, Греция        | 1 место   |
| Февраль 2004  | Чемпионат Европы                 | Пула, Хорватия       | 1 место   |
| Ноябрь 2003   | 24-й Кубок Копенгагена           | Копенгаген           | 1 место   |
| Июль 2003     | Чемпионат мира                   | Бангкок, Таиланд     | 1 место   |
| Май 2003      | Чемпионат России                 | Ульяновск            | 2 место   |
| Апрель 2003   | 22-й Турнир Джи Би               | Хельсинки, Финляндия | 1 место   |
| Март 2003     | Международный турнир             | Варшава, Польша      | 1 место   |
| Февраль 2003  | 54-й Кубок Стренджа              | Пловдив, Болгария    | 1 место   |
| Ноябрь 2002   | Чемпионат России                 | Владивосток          | 1 место   |
| Октябрь 2002  | Международный турнир             | Варшава, Польша      | 1 место   |
| Июль 2002     | Чемпионат Европы                 | Пермь, Россия        | 1 место   |
| Май 2002      | Чемпионат России                 | Ростов               | 1 место   |
| Март 2002     | Международный турнир             | Рим, Италия          | 1 место   |
| Февраль 2002  | 53-й Кубок Стренджа              | Пловдив, Болгария    | 1 место   |
| Ноябрь 2001   | Oil cup                          | Нижне-Вартовск       | 1 место   |
| октябрь 2001  | Международный турнир "Gold Ring" | Подольск             | 1 место   |
| Сентябрь 2001 | Goodwill games                   | Брисбаль             | 1 место   |
| Июнь 2001     | Чемпионат мира                   | Белфаст, Ирландия    | 5 место   |
| Март 2001     | Чемпионат России                 | Саратов              | 1 место   |
| Март 2001     | Международный турнир             | Гелле, Германия      | 2 место   |
| Ноябрь 2000   | Чемпионат России                 | Самара               | 1 место   |
| Март 2000     | Чемпионат России                 | Пермь                | 3 место   |

## Кикбоксинг
На кикбоксерском ринге Александр участвовал в четырёх чемпионатах и во всех завоевал золото.

## Профессиональная карьера

### 2005—2006: Начало профессиональной карьеры
Поветкин дебютировал на профессиональном ринге в июне 2005 года. Первым соперником россиянина стал немецкий боксёр Мухаммед Али Дурмаз. В середине второго раунда Александр в очередной раз попал правым прямым в челюсть оппонента, отправив того на настил ринга. Али нашёл в себе силы подняться, однако рефери Эрнст Зальцгебер принял решение остановить бой.
В сентябре 2005 года Александр нокаутировал американца Серрона Фокса, а в октябре американца Джона Кастла.
12 ноября 2005 года Александр Поветкин победил по очкам боксёра из Канады Стефана Тессье.
4 марта 2006 года Поветкин нокаутировал опытного боксёра из Нигерии Ричарда Банго.
22 апреля 2006 года Поветкин провёл свой седьмой профессиональный поединок в котором встретился с Фрайдеем Ахунаньей. Начало боя было за россиянином, однако к концу поединка он стал уставать. Так как бой был 6-раундовым, Поветкин сумел сохранить преимущество и победил единогласным решением судей. Ринганнонсер не огласил счет, сообщив лишь, что победил россиянин.
В июне 2006 года Александр нокаутировал боксёра из Эквадора Ливин Кастильо.
23 сентября 2006 года Поветкин победил техническим нокаутом американского джорнимена, бывшего претендента на титул чемпиона мира, Эда Мэхоуна.
10 декабря 2006 года Александр нокаутировал в третьем раунде бывшего чемпиона мира в первом тяжёлом весе, Имаму Мэйфилда.

### 2007—2008: Путь по линии IBF
В марте 2007 года Поветкин нокаутировал во втором раунде американца Дэвида Бостиса, а через два месяца — канадца Патриса Л’Эро.

#### Бой с Ларри Дональдом
30 июня 2007 года Александр встретился с Ларри Дональдом. Изначально с Поветкиным должен был встречаться Монте Барреттом, но американец незадолго до боя получил травму. Ему на смену был найден не выходивший на ринг более полутора лет Дональд. Поединок проходил в среднем темпе. Поветкин шёл вперёд весь бой, выбросив значительное количество ударов в цель. Дональд отбоксировал вторым номером, даже не пытаясь форсировать события. Поветкин не смог нокаутировать противника, тем не менее выиграл все раунды. После этого поединка Дональд завершил профессиональную карьеру.

#### Бой с Крисом Бёрдом
27 октября 2007 года Александр в первом поединке отборочного турнира по версии IBF встретился с бывшим двукратным чемпионом мира, Крисом Бёрдом. Уже в ранних раундах россиянину удалось отыскать слабые места в защитных построениях оппонента. На протяжении всего боя Александр сильно, прицельно и успешно бил справа, чередуя кроссы с прямыми «выстрелами» вразрез между перчатками американского боксёра, атаковал разнообразными серийными комбинациями, регулярно превосходил соперника в разменах ударами. Полностью подавив соперника в десятом раунде, Александр довершил дело в одиннадцатом. Очередную серию ударов российского боксёра по зажатому в углу ринга оппоненту прервало решение секундантов Бёрда, остановивших одностороннее избиение своего мужественного подопечного.

#### Претендентский бой с Эдди Чемберсом

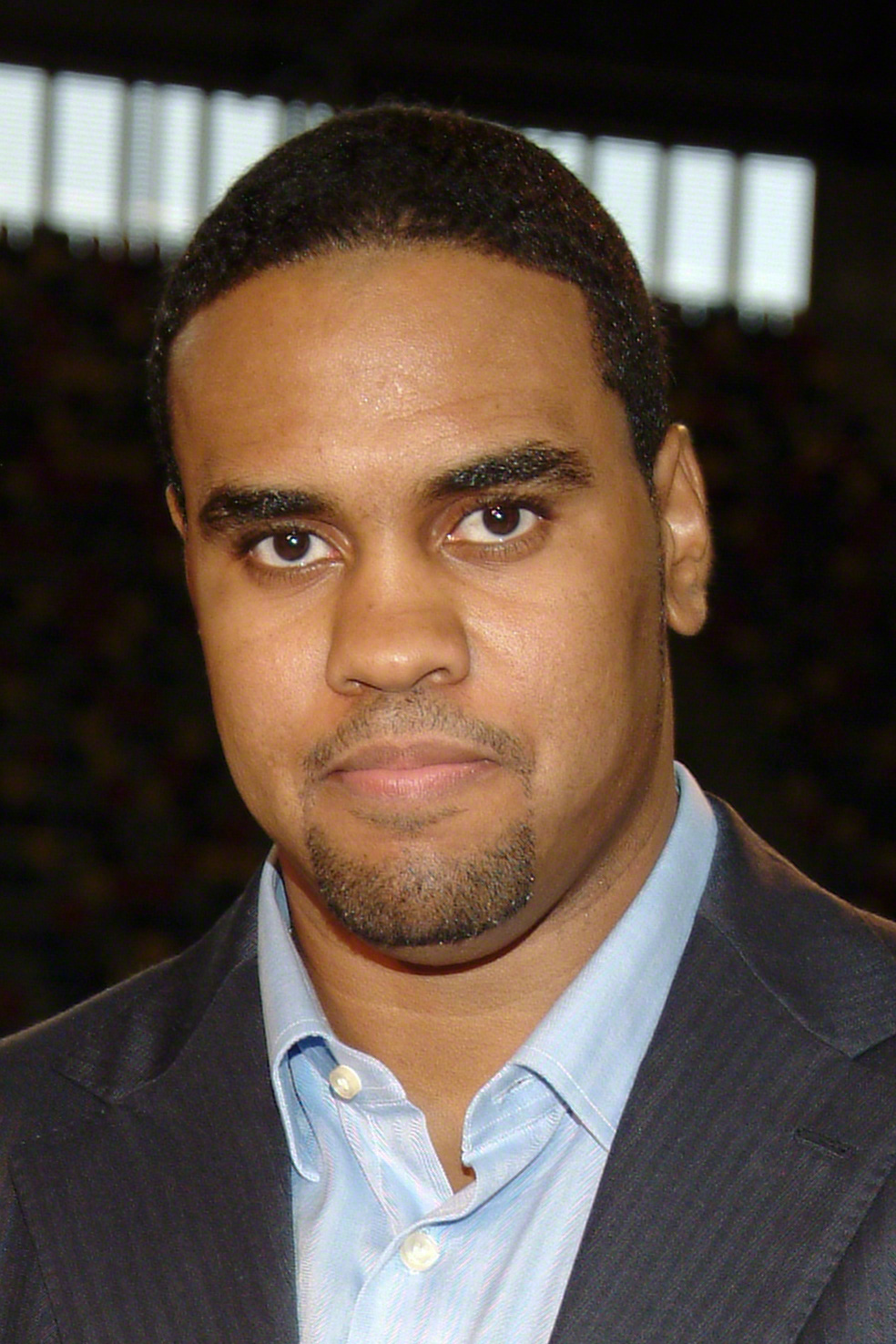
Эдди Чемберс

26 января 2008 года в финальном бою элиминатора чемпиона мира по версии IBF, Поветкин встретился с непобеждённым американским боксёром, Эдди Чемберсом. Бой для Александра сложился крайне тяжело. Чемберс великолепно защищался, принимая многочисленные удары Поветкина на блок либо уходя от них за счёт работы корпусом. В результате россиянину в ранних раундах практически не удавалось доставать оппонента акцентированным попаданием. Чемберс профессионально защищался и наносил много точных ударов. В концовке боя Александр по уже отработанному в данном поединке сценарию шёл вперед и атаковал оппонента многоударными комбинациями, причем большинство попаданий приходилось точно в голову Чемберса. В итоге все трое судей посчитали, что Поветкин достоин победы куда больше, нежели его соперник.

### 2008—2010: Путь по линии WBA

#### Бой с Таурусом Сайксом
Успех в поединке с Чемберсом возвёл россиянина в статус обязательного претендента на титул чемпиона мира по версии IBF, который принадлежал украинскому тяжеловесу Владимиру Кличко. Но у Владимира Кличко был намечен другой поединок, и чтобы не простаивать перед встречей с чемпионом, Поветкин провёл бой с малоизвестным американским боксёром, Таурусом Сайксом.
Поединок Поветкина с Сайксом состоялся 19 июля 2008 года. С первых же минут поединка соперник Александра начал откровенно уклоняться от боя. В итоге в четвёртом трёхминутном отрезке боя после очередной атаки российского боксёра, завершившейся двумя точными ударами справа, Сайкс вновь оказался на полу и откровенно не желал подниматься с него до истечения счёта рефери. Таким образом, была зафиксирована победа Александра Поветкина техническим нокаутом.
16 сентября промоутерская компания братьев Кличко «К2 Promotions» выиграла учрежденный IBF конкурс заявок, предложив за право на организацию боя более 13 миллионов долларов, что значительно превосходило сумму, заявленную на торгах «Sauerland Event» (чуть более 8 миллионов долларов). Поветкин за бой должен был получить более 3,3 миллиона долларов. Поветкин и Кличко должны были встретиться на ринге 13 декабря в немецком Мангейме. Позже команда Поветкина объявила, что он получил травму, но IBF сохранила за ним статус обязательного претендента, и отсрочила встречу Кличко и Поветкина сроком до 13 сентября 2009 года.

#### Бой с Джейсоном Эстрадой
В начале года команда Поветкина приступила к организации очередного боя Александра. В апреле залечившему травму россиянину предстоял поединок с представителем США Джейсоном Эстрадой. Эстрада был американской звездой в любительском боксе, многократным чемпионом США, и чемпионом Панамериканских игр. В стартовых раундах поединка Эстрада показал себя весьма квалифицированным бойцом. Джейсон быстро двигался и постоянно тревожил Поветкина хлестким левым джебом. От ответных атак Александра пластичный американец уходил за счет умелой работы корпусом. Преимущество российского тяжеловеса начало вырисовываться ближе к середине боя. После нескольких успешных фирменных ударных серий «Русского Витязя» и ряда его же точных одиночных попаданий справа и слева Эстрада заметно потерял в скорости. Лишенный возможности своевременно уходить от атак Поветкина американский боксёр ещё сумел достойно провести седьмой раунд, но в трёх заключительных отрезках боя превосходство Александра было неоспоримым. Под градом ударов россиянина Эстрада все же сумел дотерпеть до финального гонга. Судейское трио четко зафиксировало уверенную победу Поветкина по очкам.

#### Бой с Леоном Ноланом
Выйти на чемпионский поединок у Поветкина также не вышло, и он провёл промежуточный бой с малоизвестным американском боксёром, Леоном Ноланом. Александр победил нокаутом в третьем раунде.

#### Бой с Хавьером Морой
В конце января стало известно, что следующий поединок Поветкина запланирован на 13 марта 2010 года. Менеджер боксёра Владимир Хрюнов объявил о временном прекращении переговоров о бое с Владимиром Кличко и пообещал, что Александр встретится с «достойным соперником». В итоге, оппонентом Поветкина стал мексиканский тяжеловес Хавьер Мора. Поветкин победил нокаутом в пятом раунде.

#### Бой с Теке Орухом
16 октября 2010 года Александр Поветкин нокаутировал малоизвестного нигерийского боксёра Теке Оруха.

#### Бой с Николаем Фиртой
18 декабря 2010 года Поветкин вышел на ринг с американским боксёром, Николаем Фиртой. В первых двух раундах Александр получил травму правой руки — надрыв сухожилия кисти, но несмотря на повреждение сумел продолжить бой и в восьмом раунде даже доставил сопернику неприятность в виде рассечения правой брови. То есть 80 % боя Александр провёл фактически действуя только одной рукой. Поветкин победил по очкам.

### 2011—2013: Период регулярного чемпиона мира по версии WBA
После боя с Николаем Фиртой Поветкин поднялся на вторую строчку рейтинга WBA, потеснив другого российского тяжеловеса Дениса Бойцова. До марта время ушло на восстановление после тяжёлой травмы, а первый сбор в марте Поветкин провёл в своём родном городе — Курске, где посетил открытие специализированного зала для занятий боксом.
Следующий бой команда Поветкина планировала провести не раньше августа, а в соперники Поветкина прочили Жан-Марка Мормека и даже Хасим Рахман высказывался о желании встретиться на ринге с россиянином. Но разрешилось всё не в кулуарах «Sauerland Event», а на ринге футбольного стадиона — «Имтех Арена» в Гамбурге, где Владимир Кличко одержал победу над Дэвидом Хэем (чемпионом по версии WBA). А так как Кличко владел чемпионскими титулами в тяжёлом весе по версиям IBF и WBO, Всемирная боксёрская ассоциация объявила его суперчемпионом, а титул регулярного чемпиона оказался вакантным. Это означало, что титул могут оспорить первый и второй номер рейтинга WBA — Руслан Чагаев и Александр Поветкин.
19 июля 2011 года был подписан контракт на бой между Чагаевым и Поветкиным за титул регулярного чемпиона по версии WBA, который должен был состояться 27 августа того же года в германском Эрфурте.

#### Чемпионский бой с Русланом Чагаевым

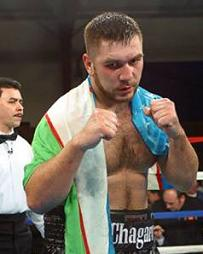
Руслан Чагаев

27 августа 2011 года Поветкин вышел на ринг с бывшим чемпионом мира, Русланом Чагаевым. С самого начала боя Поветкин начал прессинговать и идти в атаку, как и планировал его тренер Тедди Атлас. До конца 5-го — начала 6-го раунда преимущество Поветкина было значимым и по очкам он лидировал. Затем, однако, Чагаев сам начал боксировать гораздо агрессивнее. Его качественные атаки всё чаще доходили до цели и в какой-то момент чаша весов склонилась в его пользу. Однако Чагаев быстро начал уставать и начиная с 11-го раунда преимущество снова перешло к Поветкину, который хоть и не очень сильно, но пробивал сильный блок Чагаева. В итоге Руслан прибавил в последнем раунде и, в целом, превзошёл оппонента в качестве ударов, при этом заметно уступив в их количестве. В конце судьи единогласным решением отдали победу Поветкину: 116—112, 117—113, 117—113.

#### Бой с Седриком Босвеллом
3 декабря 2011 года Поветкин в первой защите титула встретился с возрастным американским боксёром Седриком Босвеллом. Бой проходил в неторопливом темпе с небольшим преимуществом Александра, настойчиво преследовавшего 43-летнего претендента, который, в свою очередь, сосредоточился на защите и чаще всего отстреливался только джебом. После экватора боя Поветкин стал действовать более решительно, и у Босвелла сразу обозначились проблемы — от большинства ударов он уходил благодаря работе корпусом, но некоторые тяжёлые попадания чемпиона всё же приходились в цель. Наконец, в восьмом раунде «Витязю» удалось зажать Седрика у канатов и провести решающий удар справа, который отправил Босвелла в тяжёлый нокаут. В послематчевом интервью Александр признал, что действовал слишком закрепощённо и сильно заряжался на удар в первой половине схватки, а также посетовал на то, что Босвелл много двигался и избегал боя, но как только он начал подключать правую руку, всё стало на свои места.

#### Бой с Марко Хуком

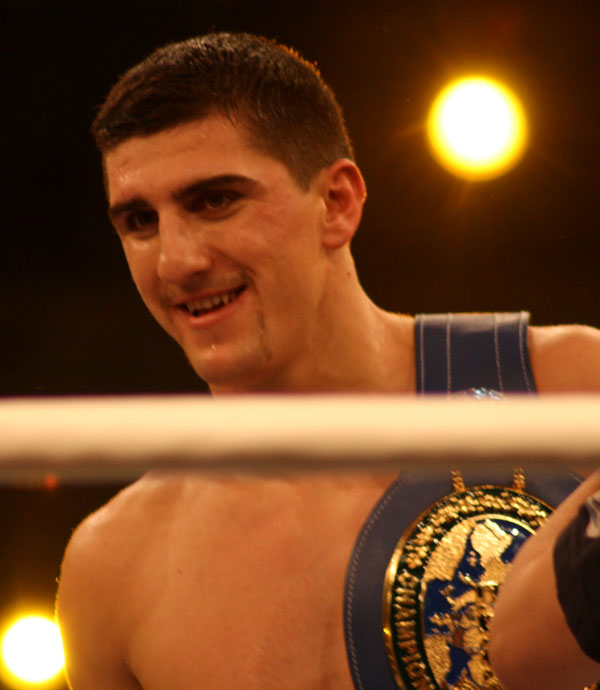
Марко Хук

25 февраля 2012 года Александр Поветкин вышел на ринг с действующим чемпионом мира в первом тяжёлом весе, Марко Хуком. На кону стоял только титул Александра. Бой не сразу начался активно, однако во втором раунде Поветкин стал действовать немного уверенней. В четвёртом раунде ход боя изменился: Хук провёл несколько точных ударов, которые потрясли чемпиона. То же повторилось и в седьмом раунде. В последних раундах Поветкин стал действовать немного ярче, но усталость, которая появилась у него ещё в первой трети поединка, сказывалась. Александр, во время атак Марко Хука, постоянно наклонялся ниже пояса, тем самым нарушая правила, и поэтому неоднократно получал от противника удары по затылку. К чемпионским раундам у Хука над правым глазом образовалось рассечение, но на ход боя это не повлияло. Поветкин нанёс большее количество ударов, но общее число ярких атак и точных попаданий было на стороне немца. В конце 12-го раунда Хук провёл несколько успешных атак в голову. По итогам 12-и раундов решением большинства судей победу присудили россиянину. Оба боксёра заявили желание провести повторный бой, но он так и не состоялся.

#### Обязательная защита с Хасимом Рахманом

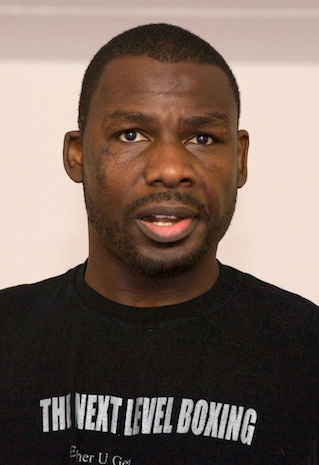
Хасим Рахман

14 июля 2012 года должен был состоятся поединок Александра Поветкина с известным американцем Хасимом Рахманом. Бой был запланирован на немецкой арене Спортхолл в Гамбурге. Первоначально бой был запланирован на арене Болейн Граунд в Лондоне в андеркарте поединка Дэвид Хэй — Дерек Чисора. Но из-за штрафных санкций и возможных проблем с трансляцией был перенесён. Меньше чем за 3 недели до боя Рахман получил травму, и поединок пришлось отменить.
29 сентября состоялся поединок Александра Поветкина с обязательным претендентом, американцем, Хасимом Рахманом, не выходившем в ринг с июня 2011 года. Рахман сбросил вес и вышел на поединок в неплохой форме, но выглядел очень высушенным и уставшим. Первый раунд прошёл с преимуществом Александра, но Поветкин всё же действовал вторым номером, Александру несколько раз удавалось потрясать Хасима, но Рахман также доносил до цели почти все свои выброшенные джебы. А в середине второго раунда Поветкин начал все чаще попадать по Рахману. Хасим схватился за канаты, и только это спасло его от падения. Рефери, глядя на это, разнял боксёров, но не остановил поединок. Однако после этого Поветкин снова набросился на Рахмана и провёл два точных удара, которые сильно потрясли американца. Рахман опрокинул голову назад и правой рукой схватился за канаты, чтобы удержаться от падения. Рефери сразу же вмешался и прекратил поединок. Александр Поветкин уверенно победил и отстоял титул регулярного чемпиона по версии WBA.
К поединку с американцем Поветкина готовил новый тренер — Костя Цзю.

#### Бой с Анджеем Вавжиком

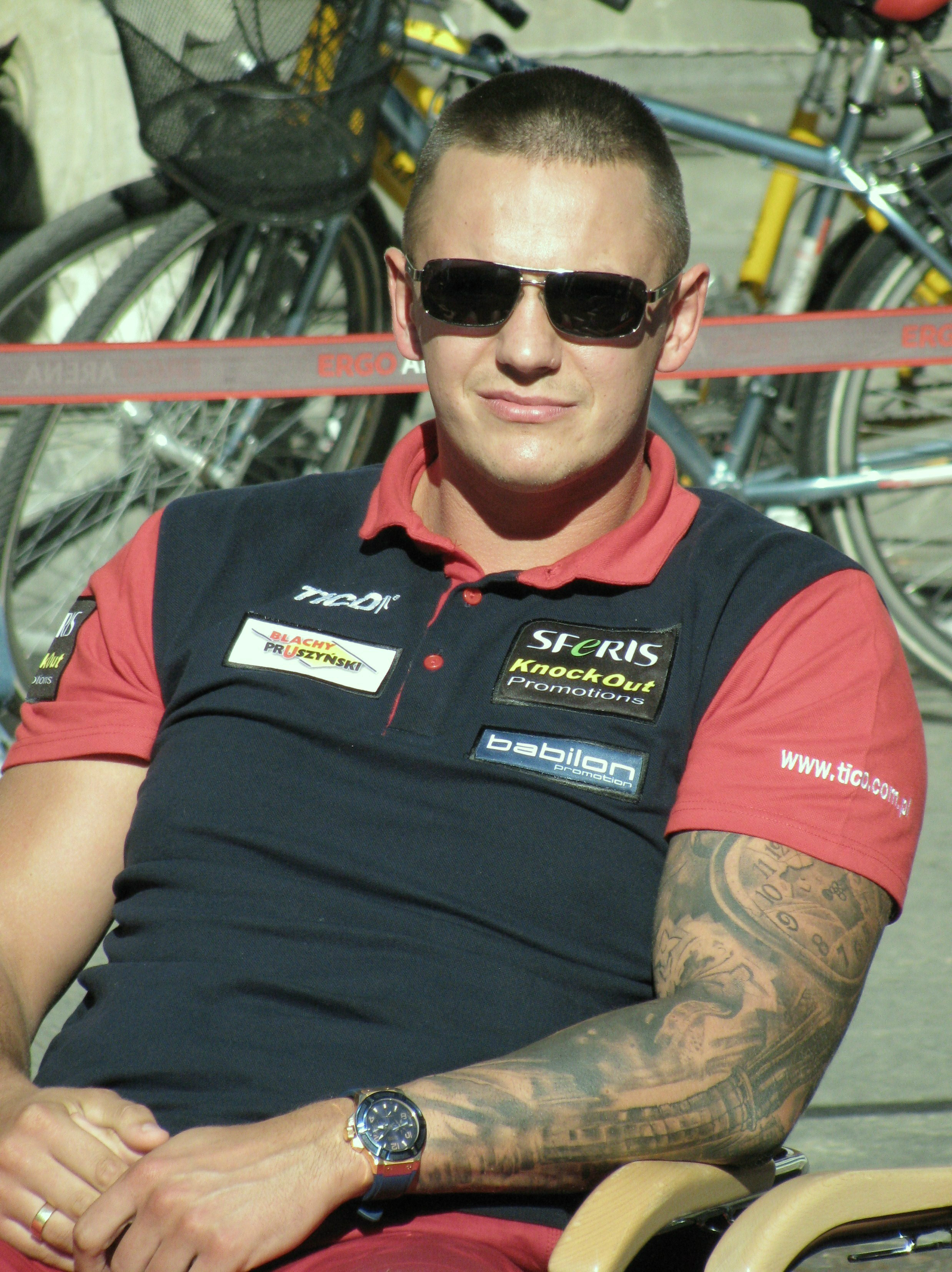
Анджей Вавжик

17 мая 2013 года Поветкин провёл в Красногорске добровольную защиту титула регулярного чемпиона мира по версии WBA, встретившись с малоизвестным польским боксёром Анджеем Вавжиком, имевшим в послужном списке 27 побед и ни одного поражения. До боя поляк считался явным аутсайдером (ставки на него у букмекеров принимались в соотношении 10 к 1), впоследствии оправдав это звание. Первый раунд начался спокойно, Поветкин поддавливал соперника, а Вавжик не предпринимал каких-либо активных действий, выбросив лишь несколько джебов за весь раунд. Второй раунд начался в похожем стиле, но в середине раунда Поветкин мощным правым кроссом через руку отправил соперника в тяжёлый нокдаун. Вавжик смог подняться, а затем откровенно «выживал» оставшуюся половину раунда, убегая от россиянина. В перерыве между раундами было заметно, что у поляка сильно кровоточит нос. В третьем раунде Поветкин серией потряс соперника, который не упал лишь благодаря канатам, но вскоре снова оказался в нокдауне, после чего рефери остановил бой, зафиксировав победу Поветкина техническим нокаутом.

#### Поражение в чемпионском бою с Владимиром Кличко

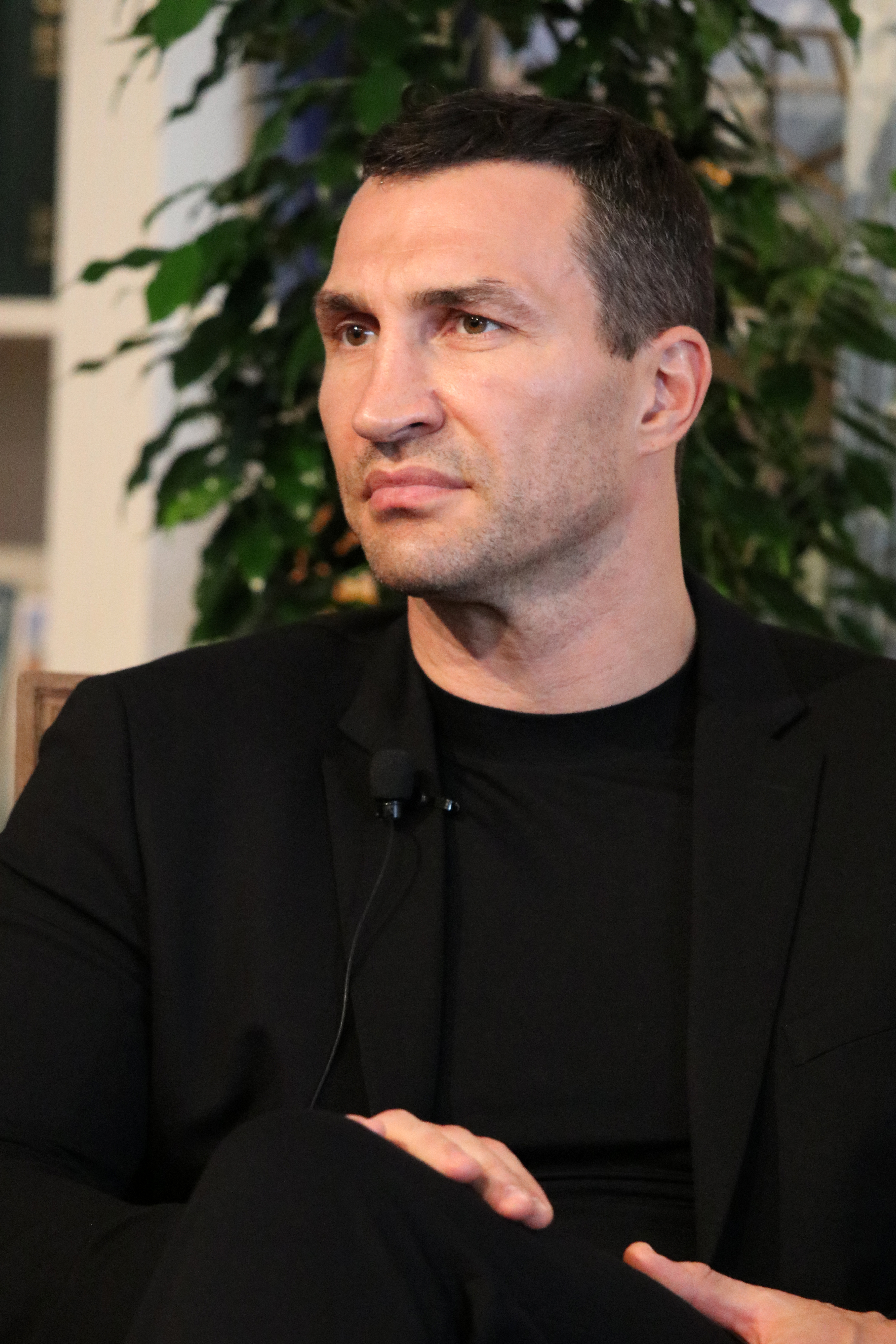
Владимир Кличко

5 октября 2013 года в спортивном комплексе «Олимпийский» в Москве состоялся поединок двух олимпийских чемпионов по боксу в тяжёлом весе — Владимиром Кличко (1996) и Александром Поветкиным (2004) за титулы чемпиона мира по версиям WBA (Super), IBF, WBO, IBO, а также по версии авторитетного журнала The Ring, которыми обладал Владимир Кличко. Поединок преподносился общественности, как «бой десятилетия», но в итоге так и не оправдал ожиданий зрителей.
Бой получился скучным, незрелищным и очень грязным, из-за чрезмерного количества клинчей. С первого и до последнего раунда поединок проходил с явным преимуществом Кличко. Он умело использовал свои преимущества над Поветкиным в росте, длине рук, массе тела и сильном джебе, а Александр так ничего и не смог противопоставить чемпиону. Поветкин, понимая, что на дальней дистанции он будет проигрывать, выбрал отработанную тактику сближения с соперником, чтобы его «ломать» на ближней дистанции, но она не увенчалась успехом. Весь бой Поветкин шёл в атаку, пытаясь нанести решающий удар, но Кличко легко «читал» его задумки и не подпускал Поветкина на ближнюю дистанцию, нанося большое количество встречных ударов. Кличко эффективно использовал свой «фирменный» левый джеб и постоянно «связывал» руки Поветкина в клинчах, вследствие чего к концу боя тот был сильно измотан. Ситуация в клинчах повторялась на протяжении всего поединка и рефери неоднократно приходилось разводить соперников. Тем не менее, тактика контрпанчера/спойлера, в которой действовал Кличко, сработала — благодаря его точным ударам джебами и блокированием попыток атак Александра в клинчах преимущество было на его стороне.
Во втором раунде Владимир отправил Поветкина в нокдаун несильным, но резким левым коротким хуком в височную область с ближней дистанции. Поветкин впервые за профессиональную карьеру оказался в нокдауне. К шестому раунду левые боковые удары Кличко сделали своё дело — у Александра образовалась гематома и начал заплывать правый глаз. В 7-м раунде бой перерос в откровенное избиение Поветкина: Кличко в высоком темпе проводил серии ударов и благодаря работе ног, а также толчкам выбивал Поветкина из равновесия. За раунд Александр Поветкин трижды оказывался на настиле ринга, но каждый раз находил в себе силы подняться и продолжать поединок, еле стоя на ногах. В последующих раундах Поветкин ещё несколько раз оказывался на настиле ринга, но тем не менее сумел отстоять все 12 раундов. В 11-м раунде с Кличко судья снял очко за толчок. Александр Поветкин не раз пытался переломить ход боя, но Кличко в привычном для себя стиле уверенно контролировал ситуацию на ринге. По окончании поединка, в котором Кличко «на классе» доминировал все 12 раундов, судьи отдали ему победу единогласным решением — 119:104. Владимир Кличко в 15-й раз защитил титулы чемпиона мира и нанёс первое поражение в профессиональной карьере Александра Поветкина в абсолютно одностороннем бою.
В этом поединке Владимир Кличко превзошёл Александра Поветкина по количеству ударов больше, чем в четыре раза — 139 у Кличко против 31 у Поветкина, что катастрофически мало для поединка такого уровня. Единственным утешением для Поветкина стал рекордный для него гонорар, который он получил от российских промоутеров за этот бой, в размере 5,8 млн долларов. В ходе поединка Кличко почти не использовал свою ударную правую руку, в основном боксируя левой. Во время боя были слышны неоднократные оскорбления в адрес Кличко. Основные причины поражения Поветкина в этом поединке крылись в тренерском сумбуре и недостатке спарринг-партнёров, а также в отсутствии плана Б на бой. Сразу же после боя Поветкин заявил, что хочет провести матч-реванш, на что менеджер Владимира Кличко, Бернд Бёнте, ответил отказом. После этого поражения Поветкин заявил, что Кличко переиграл его тактически и принял решение поменять тренерский штаб.

### 2014—2015: Путь по линии WBC
В феврале 2014 года Александр подписал контракт с новосозданной российской промоутерской компанией «Мир Бокса» во главе с Андреем Рябинским, сроком на 3 года, стал тренироваться под руководством нового главного тренера, Ивана Кирпы.

#### Возможный бой с Луисом Ортисом
Несмотря на поражение в чемпионском бою с Владимиром Кличко, чемпионский комитет WBA постановил, что Александр Поветкин может сразиться за титул регулярного чемпиона в бою с Луисом Ортисом, но Александр отказался от этой возможности, предпочтя двигаться по линии WBC.

#### Бой с Мануэлем Чарром
30 мая 2014 года Поветкин вышел на ринг с известным немецким боксёром сирийского происхождения Мануэлем Чарром. Александр вышел на этот бой в лучшей, на тот момент, физической форме в карьере. Был подсушен и атлетичен. В поединке действовал очень разнообразно и активно атаковал Чарра. Мануэль же в свою очередь был более экономным в атаках: действовал в основном из-за блока и много пропускал. После шести раундов, пропущенные удары от Поветкина стали сказываться, и в первой половине 7-го раунда Поветкин жёстко нокаутировал Чарра затяжной пятиударной комбинацией. От пропущенных ударов немец повредил челюсть и не смог дать послематчевое интервью.

#### Бой с Карлосом Такамом

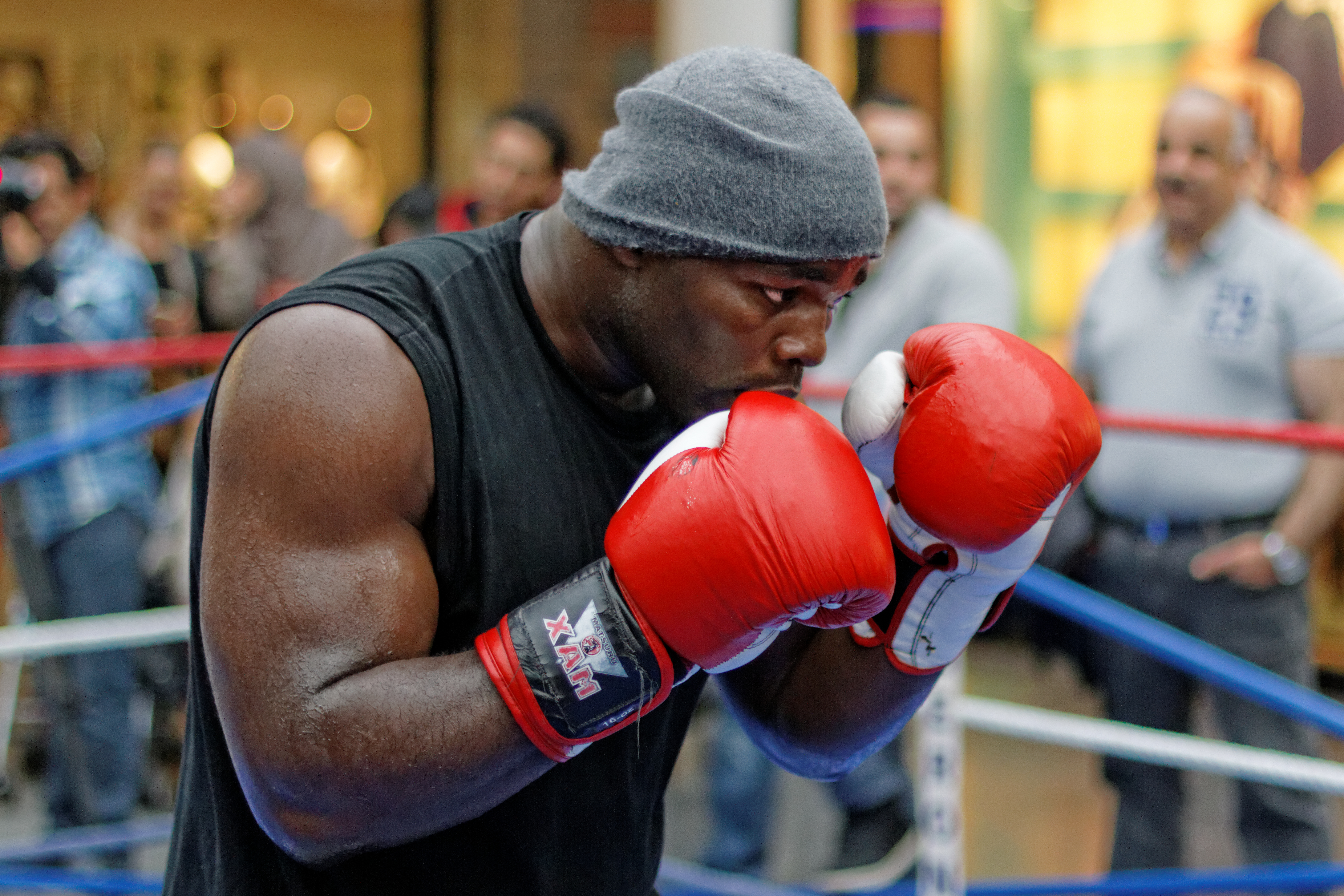
Карлос Такам

24 октября 2014 года в Москве состоялся поединок между Александром Поветкиным и камерунским боксёром Карлосом Такамом за титул WBC Silver, который принадлежал камерунцу.
Бой получился зрелищным и интригующим. В первой половине поединка Такам много двигался, работая в основном вторым номером. Поветкин старался выйти на свою дистанцию, но камерунец часто был успешен в контратаках, а также активно использовал левую руку. В результате, после 4-х раундов, Такам лидировал на карточках 2-х судей, третий судья отдал преимущество Поветкину. В следующих раундах бой по-прежнему был достаточно близким. После 8 раунда двое судей дали ничью, а третий судья выставил счёт в пользу российского спортсмена. В конце 9-го раунда Поветкин смог потрясти Такама ударом справа. Камерунцу был отсчитан нокдаун. В 10-м раунде Поветкин ударом слева отправил Такама в глубокий нокаут, нанеся ему первое досрочное поражение в профессиональной карьере. После этого нокаута камерунский боксёр долго не поднимался с настила. Победу российский боксёр одержал во многом благодаря отличной физической форме и хладнокровно выдержанному плану на бой.

#### Претендентский бой с Майком Пересом
22 мая 2015 года прошёл бой Александра Поветкина с кубинским боксёром Майком Пересом за звание обязательного претендента на бой с чемпионом мира по версии WBC.
Тяжеловесы пристреливались друг к другу джебами, после чего Поветкин попал мощнейшим правым боковым. Перес сильно пошатнулся, а затем от аналогичного мощного удара после выхода из клинча упал на настил. Казалось, это нокаут, но Перес поднялся, и тут же следующий удар Поветкина снова свалил его, но уже на канаты. Судья остановил бой. На победу у Поветкина ушла 91 секунда. Тяжеловес из России одержал 29-ю победу в профессиональной карьере при одном поражении. Для Переса это поражение стало вторым (первым досрочным) в профессиональной карьере при одной ничьей и 21-й победе.
Следующий бой команда Поветкина решила организовать уже титульный, но чемпион мира по версии WBC в тяжёлом весе, американец Деонтей Уайлдер, отказался от боя с обязательным претендентом, ссылаясь на большое время, отведённое для обязательной защиты титула. Чтобы не простаиваться до 2016 года, Александр решил провести промежуточный бой.

#### Бой с Мариушем Вахом

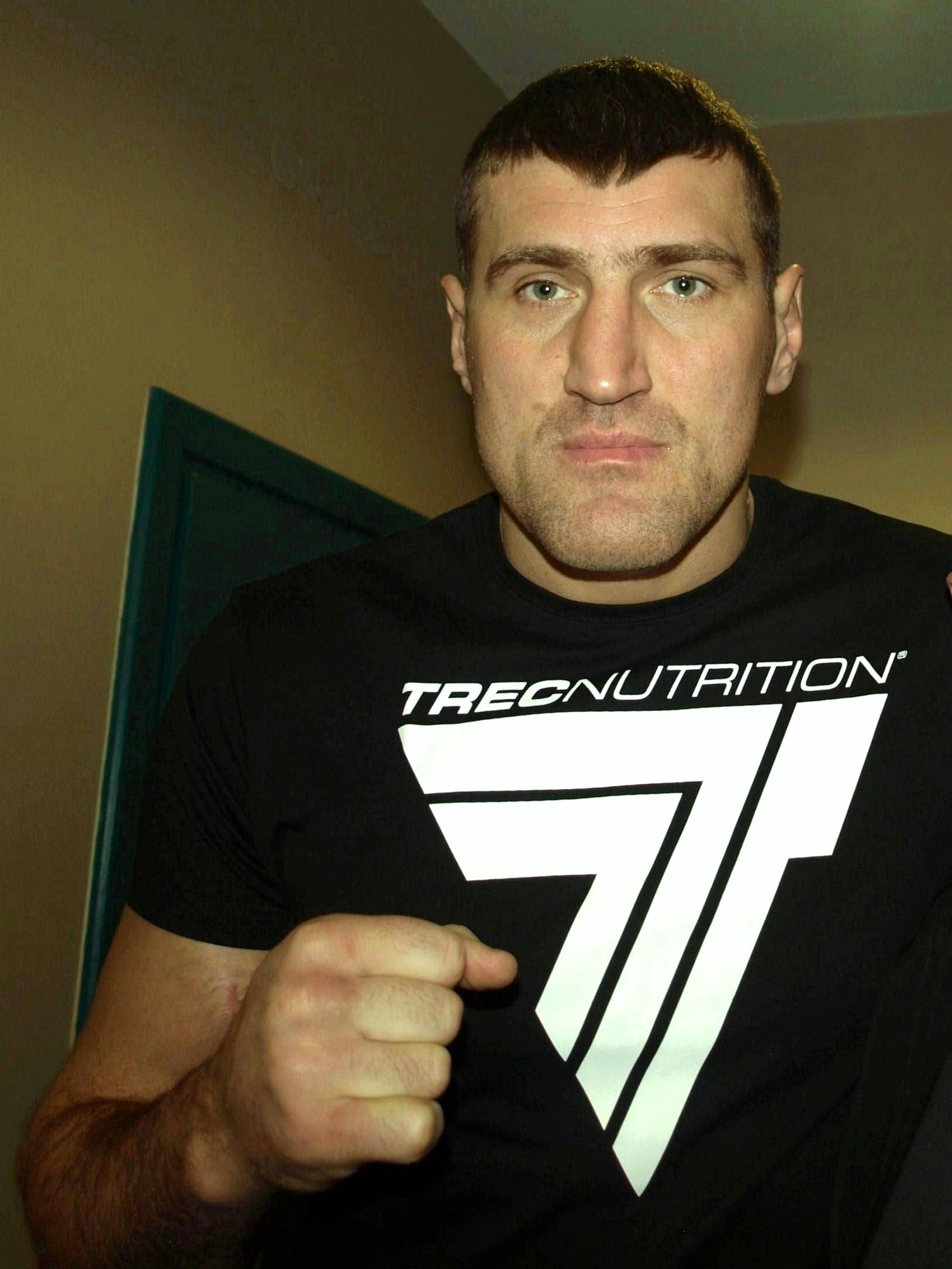
Мариуш Вах

4 ноября 2015 года в Казани состоялся поединок Александра Поветкина за региональный титул WBC Silver. Соперником Александра стал польский двухметровый гигант, Мариуш Вах, у которого в профессиональной карьере была 31 победа и 1 поражение, как и у Поветкина по очкам от Владимира Кличко.
Бой начался в достаточно равном темпе, соперникам удавалось провести несколько успешных атак. В 4-м раунде Вах смог сделать рассечение над левым глазом Поветкина. Начиная с 5-го раунда, Александр, стал действовать более агрессивно, его удары (в основном оверхенды, хуки и апперкоты) всё чаще достигали цели и в итоге привели к тому, что на лице Ваха образовалась гематома в 9-м раунде. Судье периодически приходилось разнимать боксёров из клинчей. В 12-м раунде гематома у Ваха лопнула и кровь разлилась на лице. Судья решил показать Ваха врачу. По решению врача рефери остановил бой за 10 секунд до его окончания. Для Поветкина это была 30 победа и 22 нокаутом. Для Ваха это же стало вторым (первым досрочным) поражением в профессиональной карьере.
10 декабря 2015 года промоутер Александра Поветкина Андрей Рябинский заявил, что Вах провалил допинг-тест.

### 2016: Отменённые бои и допинговые скандалы

#### Отменённый бой с Деонтеем Уайлдером

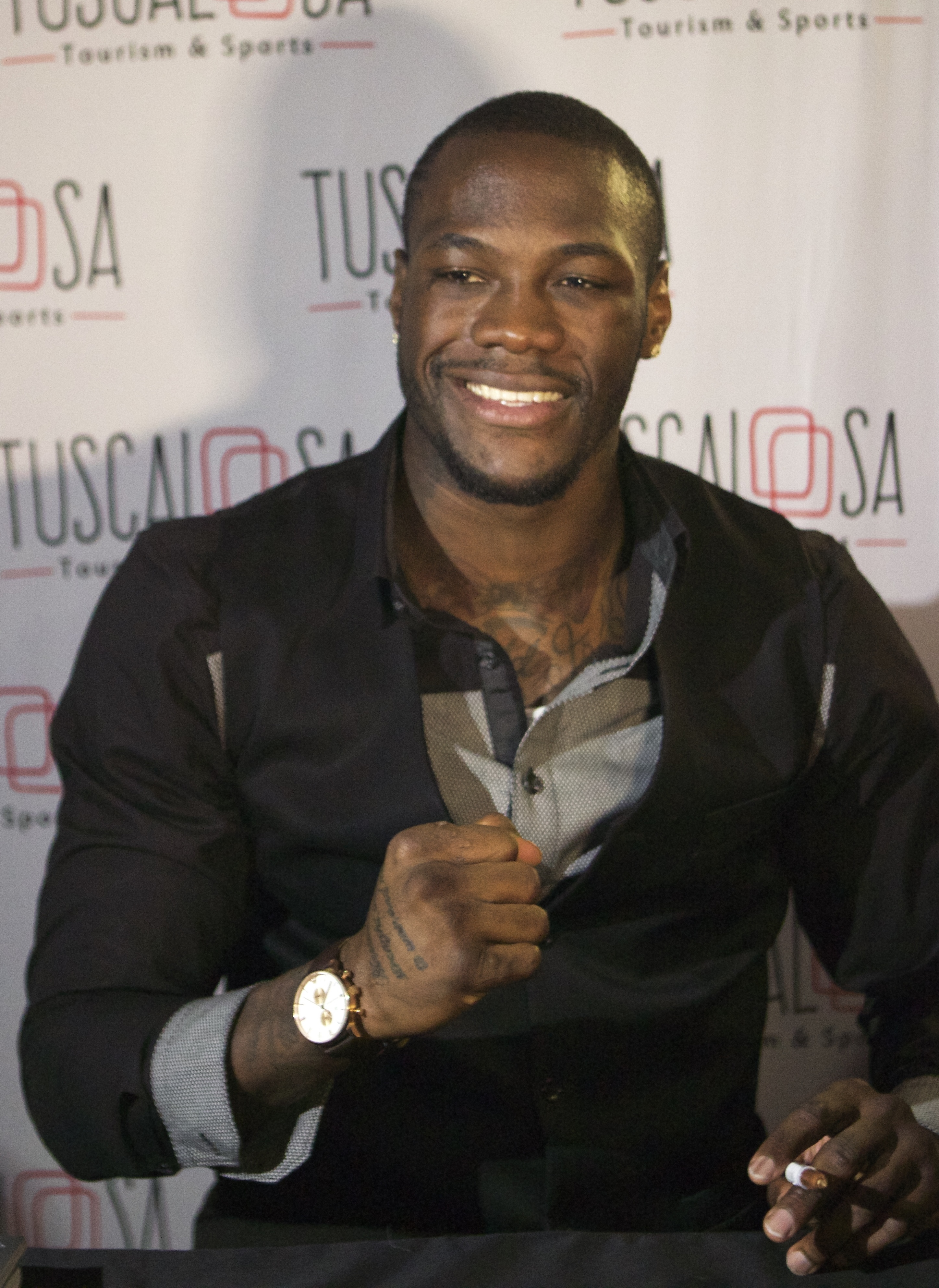
Деонтей Уайлдер

26 февраля 2016 года в Майами состоялись торги за право проведения боя между чемпионом мира по боксу по версии WBC американцем Деонтеем Уайлдером и обязательным претендентом россиянином Александром Поветкиным. Победу одержала российская сторона, заявка которой составила чуть больше 7,15 миллиона долларов. Бой должен был состояться 21 мая 2016 года в Москве на арене «Мегаспорт».
13 мая 2016 года было объявлено, что в допинг-пробе Александра Поветкина, взятой Ассоциацией по добровольному тестированию на допинг (VADA, не путать с WADA) в апреле, обнаружены остаточные следы мельдония в концентрации 70 нанограмм мельдония при допустимом 1 микрограмме, то есть в 14 раз ниже верхнего предела. По словам Рябинского, Поветкин был в курсе запрета мельдония и перестал его принимать в сентябре 2015 года. Всемирный боксерский совет не принял решение об отмене поединка с американцем Деонтеем Уайлдером. Бой с Уайлдером был перенесён на неопределённый срок.
15 мая 2016 года стало известно, что чемпион мира по версии Всемирного боксёрского совета в тяжёлом весе американец Деонтей Уайлдер не планирует проводить бой с Александром Поветкиным из-за положительной допинг-пробы российского боксёра. Об этом сообщил ТАСС со ссылкой на тренера и менеджера американского боксера Джея Диза. 31 мая 2016 года был опубликован результат дополнительной пятой пробы на допинг-тест, взятой у Поветкина 17 мая, который показал отрицательный результат.
Допинг-проба «Б» показала 72 нанограмм мельдония, WADA признало российского боксёра Александра Поветкина чистым спортсменом.

#### Отменённый бой с Бермейном Стиверном
15 мая 2016 года чемпион мира по версии WBC Деонтей Уайлдер получил право провести добровольную защиту своего титула, но травмировал правую руку и будет неактивным до какого-то времени в 2017 году. Согласно постановлению WBC первый номер рейтинга россиянин Александр Поветкин и второй номер канадец Бермейн Стиверн должны были разыграть между собой титул временного чемпиона.
14 ноября 2016 года стало известно, что допинг-проба Бермейна Стиверна дала положительный результат на запрещённый стимулирующий препарат метилгексанамин, но WBC не дисквалифицировал Стиверна, а лишь обязал его заплатить штраф в 75 тыс. долларов и назначил ему 40 часов общественных работ, нацеленных на пропаганду борьбы с допингом в рамках программы WBC «Чистый бокс». Рано утром 17 декабря 2016 года из офиса WBC пришло уведомление о положительном допинг-тесте в третьей из четырёх допинг-проб, которые сдавал Поветкин перед боем. Допинг-проба, взятая у Поветкина 6 декабря Ассоциацией по добровольному тестированию на допинг (Voluntary Anti-Doping Association (VADA)), которая не входит в структуру Всемирного антидопингового агентства (WADA), а специализируется на проведении допинг-тестов боксёров и бойцов ММА, показала наличие запрещённого препарата остарина. Санкция WBC на бой в Екатеринбурге была отозвана, а сам российский боксёр был временно дисквалифицирован. Александр сдавал перед боем допинг-пробы каждые 10 дней. Ожидая провокаций и попыток срыва боя со Стиверном, команда Поветкина заранее подготовила замену на бой в лице проживающего в Монако француза Жоана Дюапа.
Глава промоутерской компании «Мир бокса» Андрей Рябинский сообщил, что «обстоятельства, при которых у Поветкина обнаружили допинг, были странными и связаны с лабораторией в Лос-Анджелесе». Эта же лаборатория ранее обнаружила мельдоний у Александра Поветкина перед боем с Уайлдером, из-за чего титульный бой был отменён. Андрей Рябинский сообщил, что перед боем с Бермейном Стиверном для российского боксёра Александра Поветкина проводились параллельные допинг-тесты в Швейцарии, а в Лос-Анджелесе они будут требовать вскрытия пробы B, хотя с вероятностью 99 % она покажет похожий результат. В связи с инцидентом WBC намеревалась провести полное расследование событий, пообещав дисквалифицировать Поветкина в случае, если его вина в нарушении антидопинговых правил будет доказана. 23 декабря 2016 года стало известно, что в допинг-пробе Александра Поветкина, взятой 6 декабря, обнаружено ничтожно малое количество остарина. Доза запрещённого вещества в допинг-пробе боксёра составила всего 10 пикограмм на миллилитр (пикограмм — одна триллионная часть грамма), что в 7 тысяч раз меньше, чем было содержание мельдония в весенней пробе Поветкина. Также стало известно, что последняя из четырёх допинг-проб, взятая VADA 13 декабря 2016 года перед боем со Стиверном, как и допинг-проба от 15 ноября 2016 года, дала отрицательный результат. После запроса, поданного компанией «Мир бокса», VADA уведомила WBC, что допинг-проба «Б» российского боксёра Александра Поветкина будет вскрыта 5 января 2017 года в Лос-Анджелесе, но так как команда боксёра не успела прилететь в Калифорнию, вскрытие пробы «Б» было перенесено на 1 февраля 2017 года. Александр Поветкин, по заявлению президента Всемирного боксёрского совета Хосе Сулеймана, не будет включён в рейтинг до снятия обвинений. Вскрытая в лаборатории VADA (Voluntary Anti-Doping Association) в Лос-Анджелесе допинг-проба «Б» российского боксёра также дала положительный результат на остарин. По словам промоутера российского боксёра Андрея Рябинского, пробы Поветкина, сданные в независимой, аккредитованной WADA лаборатории в Лозанне, оказались чистыми. Промоутерская компания «Мир бокса» в случае дисквалификации Поветкина собирается оспаривать это решение в суде, ссылаясь на непреднамеренный приём вещества, так как в случае преднамеренного приёма остарина его содержание в пробе Поветкина должно было бы быть во много раз большим. В такой ситуации наказание для российского боксёра составит не два года, а шесть месяцев. В ноябре 2015 года бывший глава Московской антидопинговой лаборатории и информатор WADA Григорий Родченков, который обвиняется в уничтожении 1417 допинг-проб российских спортсменов и его заместитель Тимофей Соболевский, уехали из России в Лос-Анджелес, где им дали лабораторию. Об этом сообщил Заместитель Председателя Правительства Российской Федерации по вопросам спорта, туризма и молодёжной политики Виталий Мутко. Тимофей Соболевский в настоящее время является старшим научным сотрудником антидопинговой лаборатории в Лос-Анджелесе. Также Соболевский является членом Комитета по обеспечению качества Всемирной ассоциации антидопинговых учёных (WAADS). Для справки: в 2012 году Тимофей Соболевский был награждён за фундаментальные исследования долгоживущих метаболитов анаболических стероидов. В результате исследований Соболевского применение анаболических стероидов стало практически бессмысленным, так как период их обнаружения составил три-шесть месяцев, что существенно превышает продолжительность анаболического эффекта. 20 июня 2017 стало известно, что WADA ограничило работу лаборатории Калифорнийского университета в Лос-Анджелесе (UCLA). Запрет действует с 14 июня и продлится три месяца. Причина — «несоответствие лаборатории необходимым стандартам». UCLA было запрещено проводить анализы некоторых веществ, в частности преднизолона и болденона. Об этом сообщается на официальном сайте WADA. 26 июня 2017 года стало известно, что Александр Поветкин подал официальную жалобу во Всемирное антидопинговое агентство (WADA) на лабораторию в Лос-Анджелесе. Об этом заявил глава промоутерской компании «Мир бокса» Андрей Рябинский.

#### Исключение из рейтингов
После вскрытия пробы «Б», которая подтвердила наличие остарина, Поветкин был исключен из рейтингов ведущих боксёрских организаций — WBC, WBA, IBF, WBO. Однако, президент IBO заявил, что не собирается исключать Александра Поветкина, сдавшего положительный допинг-тест, из своих рейтингов, пока россиянин не попадет под подозрение Федерации профессионального бокса России. 3 марта 2017 года WBC отстранил Поветкина от поединков под эгидой организации на неопределенный срок, а также оштрафовал его на 250 тысяч долларов. 10 марта 2017 года Поветкин был исключён из рейтинга Европейского боксёрского совета (EBU).
29 апреля 2017 года Александр Поветкин поднялся на вторую строчку рейтинга IBO. Первое место в обновлённом списке занял украинец Владимир Кличко, а третье занял болгарин Кубрат Пулев.

#### Бой с Жоаном Дюапа
17 декабря 2016 года в Екатеринбурге должен был состояться бой Поветкина и Стиверна за титул временного чемпиона WBC. В день боя было объявлено о том, что у Поветкина в допинг-пробе, сданной 5 декабря, был обнаружен запрещённый препарат остарин и Бермейн Стиверн отказался от боя без санкции WBC. Ему на замену вышел француз Жоан Дюапа. Бой был санкционирован Федерацией профессионального бокса России. Судьи, обслуживавшие встречу, изначально делегированные WBC, выступали без нашивок этой организации, работая под эгидой ФПБР.
В первом раунде соперники присматривались друг к другу. Во 2 раунде преимущество Поветкина стало нарастать. Он выбрасывал мощные комбинации. В конце 4 раунда Александр сильно потряс Дюапа левым хуком, но француз выстоял. В конце 6 раунда Поветкин двумя левыми боковыми отправил Жоана Дюапа в глубокий нокаут.
Дюапа в этом бою боксировал не в специальной обуви, а в обычных беговых кроссовках, так как по прибытии в аэропорт «Кольцово» Дюапа обнаружил пропажу своего багажа, а оперативно найти специализированную боксёрскую обувь нужного размера не смогли.
После боя с Дюапа Поветкин сдал допинг-тест, который российская сторона представила Всемирному антидопинговому агентству (WADA). Руководитель Ассоциации по добровольному тестированию на допинг Маргарет Гудман сообщила, что VADA не проводила проверку на запрещённые препараты после боя Александра Поветкина и француза Жоана Дюапа, так как поединок не был санкционирован WBC, а российская сторона и организаторы этого поединка не запрашивали у них проведения допинг-тестов после боя.

### 2017: Путь по линии WBO

#### Бой с Андреем Руденко
1 июля 2017 года в Москве состоялся поединок между россиянином Александром Поветкиным (31-1-0, 23 KO) и украинцем Андреем Руденко (31-2-0, 19 KO) за вакантные титулы WBO International и WBA Continental в тяжёлом весе. Перед боем украинский боксёр заявил, что такого соперника как Александр Поветкин у него в карьере ещё не было. Также об этом заявил тренер Андрея Руденко и бывший тренер братьев Кличко Владимир Золотарёв. Помимо российского телеканала «Матч ТВ» и украинского телеканала «XSport» бой транслировался британским телеканалом «BoxNation».
Бой получился довольно сложным для обоих боксёров. Соперникам пришлось пройти всю дистанцию в 12-ти раундовом поединке. Для Руденко всё пошло наперекосяк уже в первом раунде. Начав бой очень активно, Андрей то ли пропустил удар, то ли Александр сильно надавил ему на шею, то ли он сам дёрнул мышцу — Руденко пожаловался врачу, что он не может поднять голову. Пауза длилась пять минут в обсуждениях с врачом и рефери. Болельщики стали свистеть в адрес Андрея, заподозрив его в симуляции. Врач определил, что это спазм. Уговорами своего тренера и рефери Виктора Панина Руденко всё же продолжил бой. Поветкин работал первым номером, а Андрей действовал преимущественно на контратаках, особенно хорошо проходили его левый боковой и удар справа. И если первые раунды были за Александром, то затем Руденко начал потихоньку выравнивать ход боя. Самыми успешными у Андрея получились 5-й и 7-й раунды. Руденко смело проводил атаки, хорошо держал удар, а на ближней дистанции «вязал» руки Александра в клинчах. Однако по ходу боя было видно, что травма шеи создаёт дискомфорт для Андрея и ему сложно удерживать взрывные атаки Поветкина. Тем не менее, Руденко сумел продержаться все 12 раундов. Соперники продемонстрировал блестящее мужество и выносливость. Боксёры действовали в схожей манере — готовили атаки со средней дистанции и врывались на ближнюю, нанося серии или одиночные удары. Поветкин задал достаточно высокий темп боя, с которым Андрей справился, однако ничего противопоставить более титулованному сопернику не сумел. На протяжении всех 12 раундов Александр явно доминировал. Благодаря преимуществу в технике, исполнительском мастерстве и более акцентированным ударам атаки Поветкина выглядели эффективнее. Весь бой Руденко пытался «выжить» в ринге, а Поветкин старался его нокаутировать. В итоге, Александр одержал победу единогласным решением судей: 120—109, 120—108, 120—108.
Менеджер Андрея Руденко, Владислав Елисеев, поблагодарил организаторов спортивного мероприятия и российскую публику за тёплый приём украинской стороны. За бой с Александром Поветкиным Андрей Руденко получил рекордный гонорар в своей карьере. После боя бывший чемпион мира по версии WBO в тяжёлом весе Леймон Брюстер заявил, что Александр Поветкин является хорошим боксёром, с именем в мире бокса и что он может побороться за чемпионские пояса. В феврале 2018 года такое же мнение выразил президент Международной боксёрской федерации (IBF) Дэрилл Пиплз.

#### Возвращение в рейтинги
После боя с Андреем Руденко Александр Поветкин вернулся в рейтинг тяжеловесов авторитетного журнала «The Ring», расположившись в нём на седьмой строчке. Также после боя с Андреем Руденко Александр Поветкин вернулся в рейтинг IBF, заняв 13-е место, однако, «говорить о возможности проведения титульных боёв по версии IBF с участием Поветкина пока рано», — сообщили в пресс-службе IBF. 17 июля 2017 года Александр Поветкин вошёл в число «чистых» боксёров в программе Всемирного боксёрского совета (WBC) и Ассоциации по добровольному тестированию на допинг (VADA). Все тесты Поветкина, сданные по программе «Чистый бокс» в 2017 году, дали отрицательный результат. 20 июля 2017 года Александр Поветкин вернулся в рейтинги двух ведущих боксёрских организаций — WBA и WBO. Так, в рейтинге WBA Поветкин занял пятое место, а в рейтинге WBO — седьмое. 30 сентября 2017 года Александр Поветкин возглавил рейтинг IBO. 8 ноября 2017 года WBC оправдал Александра Поветкина по делу об употреблении запрещённых препаратов и отменил его пожизненную дисквалификацию.

#### Бой с Кристианом Хаммером
Согласно сообщению ТАСС, Александр Поветкин проведёт следующий поединок в Екатеринбурге 15 декабря 2017 года и выставит на кон интернациональный титул по версии WBO. Вероятным соперником «Русского Витязя» называют румына Кристиана Хаммера. Хаммер на данный момент располагается на втором месте в рейтинге WBO следом за Хьюи Фьюри, а Поветкин на четвёртом. В случае подтверждения информации, в этом поединке может определится следующий соперник для чемпиона мира по версии WBO Джозефа Паркера. 31 октября 2017 года информация о будущем сопернике Александра Поветкина подтвердилась — им станет Кристиан Хаммер.
Бой начался в невысоком темпе, однако инициативу практически сразу захватил Александр, главным подспорьем начала атак которого была активная работа передней рукой. Поветкин старался наращивать обороты. Хаммер же был чересчур пассивен и часто шёл в клинчи. Продемонстрировать что-то серьёзное в атаке румыну не удавалось, однако в защите он работал в основном успешно. Лучше всего у Поветкина получались сдвоенные и строенные левые боковые в голову и корпус, которые он пробивал чаще всего. В седьмом раунде с Хаммера было снято очко за частые захваты шеи. В заключительных раундах преимущество Александра только увеличилось и по итогам боя все трое судей отдали ему победу со счетом: 120—107, 120—108, 119—108.

### 2018—2019: Путь по линии WBA

#### Бой с Дэвидом Прайсом

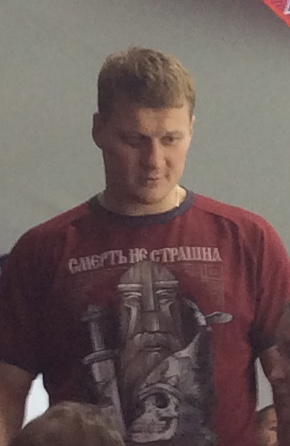
Александр Поветкин по возвращении из Кардиффа. Москва, ЛДС ЦСКА, 2 апреля 2018

В конце января 2018 года появилась информация, что свой следующий бой Александр Поветкин может провести с британским тяжеловесом Дэвидом Прайсом. Об этом сообщил промоутер Энтони Джошуа Эдди Хирн. 2 февраля 2018 года информация об этом поединке подтвердилась — он состоится 31 марта 2018 года в Кардиффе в андеркарде объединительного боя между британцем Энтони Джошуа и новозеландцем Джозефом Паркером. Об этом сообщил глава промоутерской компании «Мир бокса» Андрей Рябинский. Это будет первый бой Александра Поветкина за пределами России впервые с 2012 года и первый в Великобритании. До боя Дэвид Прайс заявил, что бой с Поветкиным будет самым тяжёлым в его карьере.
Для атак на высокого противника (разница в росте 15 сантиметров) Поветкин избрал следующую тактику: один-два удара в корпус, а затем через руку соперника удар в голову. Прайс защищался с переменным успехом, и доминирование российского бойца уже сразу не вызвало сомнений. На первой минуте третьего раунда Поветкин удачно приложился левым крюком и Прайс с размаху сел на настил ринга. Нокдаун глубоких последствий не имел, Прайс поднялся и, выдержав прессинг россиянина, отплатил сопернику точным ударом с левой в челюсть — с центра ринга Поветкин отлетел до самых канатов, а судья начал счёт. В пятом раунде точный удар Поветкина правой в висок заставил соперника опустить руки, а левый боковой на скачке в челюсть (подбородок) отправил британца в глубокий нокаут.

#### Поражение в чемпионском бою с Энтони Джошуа
6 апреля 2018 года Александр Поветкин был официально назначен обязательным претендентом на титул чемпиона мира по версии Всемирной боксёрской ассоциации (WBA) в тяжёлом весе, которым владел британец Энтони Джошуа. Сторонам боксёров было отведено 30 дней для переговоров. В итоге, бой был назначен на 22 сентября в Лондоне.
22 сентября 2018 года в Лондоне на стадионе «Уэмбли» состоялся поединок двух олимпийских чемпионов по боксу в тяжёлом весе — Энтони Джошуа (2012) и Александра Поветкина (2004) за титулы чемпиона мира по версиям WBA (Super), IBF, WBO, IBO, которыми обладал Энтони Джошуа.
Бой начался без всякой разведки. Поветкин начал поединок увереннее, несколько раз достав ударами превосходившего в габаритах соперника в первых раундах. В какой-то момент у Джошуа даже открылось носовое кровотечение. С третьего раунда Энтони приспособился к манере Александра и взял инициативу в свои руки, а после одного мощного удара над левым глазом Поветкина появилось рассечение. Перелом произошёл в середине седьмого раунда, когда несколько сильных ударов Джошуа достигли цели. После этого Александр упал на настил ринга, но смог подняться. Однако, продолжить полноценно бой Поветкин не сумел и после нескольких ударов британца рефери остановил бой.
В итоге, Энтони Джошуа защитил титулы чемпиона мира и нанёс второе поражение (первое досрочное) в профессиональной карьере Александра Поветкина.
16 октября 2018 года Александр Поветкин заявил, что завязывать с боксом он не собирается.

#### Бой с Хьюи Фьюри
31 августа 2019 года Александр провёл поединок с двоюродным братом знаменитого британского боксера Тайсона Фьюри — Хьюи Фьюри (23-2). Более молодой соперник Поветкина (на момент боя британцу было 24 года) пытался навязать свою игру, всячески изматывая клинчами и борьбой российского бойца. Расчет тренерского штаба Фьюри был на то, что у 39-летнего Александра в поздних раундах начнутся проблемы с выносливостью. Однако, вопреки их ожиданиям Поветкин не только достойно прошел всю дистанцию в 12 раундов, но и укрепил на исходе боя свое преимущество в ринге. Как результат — победа российского спортсмена единогласным решением судей (счёт: 117—111 — все судьи). В данном поединке Александр завоевал вакантный титул чемпиона по версии WBA International в тяжелом весе и стал претендентом на бой за титул регулярного чемпиона по версии WBA с сирийцем Мануэлем Чарром — которого Поветкин уже побеждал нокаутом в мае 2014 года.

### 2020 — 2021: Путь по линии WBC

#### Бой с Диллианом Уайтом
22 августа 2020 года провёл поединок с топовым британцем Диллианом Уайтом (27-1), который защищал свой титул временного чемпиона мира по версии WBC в тяжелом весе. Первые три раунда прошли с преимуществом Уайта, регулярно попадавшего джебом в голову Поветкина, который, в свою очередь, пытался прорваться в ближний бой. В четвёртом раунде Поветкин дважды побывал в нокдауне, но оба раза сумел вернуться в бой. А уже в начале пятого раунда Поветкин провёл левый апперкот и отправил Уайта в глубокий нокаут. После этого боя Поветкин получил титул временного чемпиона мира по версии WBC, и второстепенный пояс WBC Diamond, а главное — право на бой с действующим чемпионом мира WBC Тайсоном Фьюри. Однако, Уайт после тяжелого поражения немедленно активировал опцию реванша, которая была прописана в контракте на бой.

#### Бой-реванш с Диллианом Уайтом
27 марта 2021 года в Гибралтаре состоялся реванш между Поветкиным и Уайтом. После тяжело перенесенного коронавируса россиянин считался аутсайдером боя, что и подтвердил сам поединок. Поветкин стал много пропускать с самого первого раунда. Уайт доминировал в ближнем бою, умело атаковал джебом, не позволяя Поветкину сократить дистанцию. Всё закончилось для россиянина уже в четвертом раунде: Уайт провел серию мощных ударов, подрезал правым боковым, затем догнал длинным прямым после джеба. Александра повело, британец же воспользовался моментом и нанес еще два удара, сбив Поветкина с ног. Угол россиянина выбросил полотенце, и рефери зафиксировал победу Диллиана Уайта техническим нокаутом.
Вскоре после этого боя Александр Поветкин объявил о завершении профессиональной карьеры.

## Таблица профессиональных поединков
В таблице перечислены результаты всех поединков боксёров.
В каждой строке указан результат поединка. Дополнительно номер поединка обозначен цветом, который обозначает итог поединка. Расшифровка обозначений и цветов представлена в нижеследующей таблице.
| Пример | Расшифровка                     |
| ------ | ------------------------------- |
|        | Победа                          |
|        | Ничья                           |
|        | Поражение                       |
|        | Планируемый поединок            |
|        | Поединок признан несостоявшимся |
| КО     | Нокаут                          |
| ТКО    | Технический нокаут              |
| PTS    | Решение судей (по очкам)        |
| UD     | Единогласное решение судей      |
| MD     | Решение большинства судей       |
| SD     | Раздельное решение судей        |
| RTD    | Отказ от продолжения боя        |
| DQ     | Дисквалификация                 |
| NC     | Поединок признан несостоявшимся |

| 40 поединков, 36 побед (25 нокаутом), 1 ничья, 3 поражения. | 40 поединков, 36 побед (25 нокаутом), 1 ничья, 3 поражения. | 40 поединков, 36 побед (25 нокаутом), 1 ничья, 3 поражения. | 40 поединков, 36 побед (25 нокаутом), 1 ничья, 3 поражения. | 40 поединков, 36 побед (25 нокаутом), 1 ничья, 3 поражения.   | 40 поединков, 36 побед (25 нокаутом), 1 ничья, 3 поражения. | 40 поединков, 36 побед (25 нокаутом), 1 ничья, 3 поражения. | 40 поединков, 36 побед (25 нокаутом), 1 ничья, 3 поражения. |
| Бой                                                         | Рекорд                                                      | Дата боя                                                    | Соперник                                                    | Место проведения боя                                          | Раундов, время                                              | Дополнительно |                                                             |
| ----------------------------------------------------------- | ----------------------------------------------------------- | ----------------------------------------------------------- | ----------------------------------------------------------- | ------------------------------------------------------------- | ----------------------------------------------------------- | --- | ----------------------------------------------------------- |
| 40                                                          | 36(25)-3-1                                                  | 27 марта 2021                                               | Диллиан Уайт (2) (27-2)                                     | Europa Point Sports Complex, Гибралтар, Гибралтар             | TKO4 (12), 2:39                                             | Потерял титул временного чемпиона мира по версии WBC (1-я защита Поветкина) в тяжёлом весе. |                                                             |
| 39                                                          | 36(25)-2-1                                                  | 22 августа 2020                                             | Диллиан Уайт (27-1)                                         | Matchroom Fight Camp, Брентвуд, Эссекс, Великобритания        | KO5 (12), 0:30                                              | Завоевал титул временного чемпиона мира по версии WBC (1-я защита Уайта) и вакантный титул чемпиона по версии WBC Diamond в тяжёлом весе. Поветкин дважды в нокдауне в 4-м раунде.                                                                                               |                                                             |
| 38                                                          | 35(24)-2-1                                                  | 7 декабря 2019                                              | Майкл Хантер (18-1)                                         | Diriyah Arena, Эд-Диръия, Саудовская Аравия                   | SD (12)                                                     | Счёт: 115-113, 114-114, 113-115. |                                                             |
| 37                                                          | 35(24)-2                                                    | 31 августа 2019                                             | Хьюи Фьюри (23-2)                                           | O2 Арена, Лондон, Великобритания                              | UD (12)                                                     | Завоевал вакантный титул чемпиона по версии WBA International в тяжёлом весе. Счёт: 117—111 (все). |                                                             |
| 36                                                          | 34(24)-2                                                    | 22 сентября 2018                                            | Энтони Джошуа (21-0)                                        | Wembley Stadium, Лондон, Великобритания                       | TKO7 (12), 1:59                                             | Бой за титулы чемпиона мира по версиям WBA Super, IBO (3-я защита Джошуа), IBF (6-я защита Джошуа), WBO (1-я защита Джошуа). Поветкин в нокдауне в 7-м раунде. |                                                             |
| 35                                                          | 34(24)-1                                                    | 31 марта 2018                                               | Дэвид Прайс (22-4)                                          | Principality Stadium, Кардифф, Великобритания                 | TKO5 (12), 1:02                                             | Защитил титулы чемпиона по версиям WBA Inter-Continental и WBO International в тяжёлом весе. Прайс в нокдауне в 3-м раунде. |                                                             |
| 34                                                          | 33(23)-1                                                    | 15 декабря 2017                                             | Кристиан Хаммер (22-4)                                      | ДИВС, Екатеринбург, Россия                                    | UD (12)                                                     | Защитил титул чемпиона по версии WBO International и завоевал 2-ю строчку рейтинга WBO и звание официального претендента по версии WBA в тяжёлом весе. Счёт судей: 120—108, 119—109, 120—107.                                                                                    |                                                             |
| 33                                                          | 32(23)-1                                                    | 1 июля 2017                                                 | Андрей Руденко (31-2)                                       | ГЦКЗ «Россия», Москва, Россия                                 | UD (12)                                                     | Завоевал вакантные титулы WBO International и WBA Continental в тяжёлом весе. Счёт судей: 120—109, 120—108 (дважды). |                                                             |
| 32                                                          | 31(23)-1                                                    | 17 декабря 2016                                             | Жоан Дюапа (34-3)                                           | Екатеринбург-Экспо, Екатеринбург, Россия                      | КО6 (12), 2:59                                              | Дюапа вышел на замену Бермейна Стиверна в день боя. Бой утратил статус поединка за звание временного чемпиона WBC после обнаружения у Поветкина допинга. |                                                             |
| 31                                                          | 30(22)-1                                                    | 4 ноября 2015                                               | Мариуш Вах (31-1)                                           | Татнефть-Арена, Казань, Россия                                | TKO12 (12), 0:50                                            | Защитил титул WBC Silver, 2-я защита Поветкина. Судья остановил бой по решению врача из-за опасного рассечения у Ваха. Счет судей на момент остановки боя: 109—100, 109—100, 108—101                                                                                             |                                                             |
| 30                                                          | 29(21)-1                                                    | 22 мая 2015                                                 | Майк Перес (21-1-1)                                         | ГЦКЗ «Россия», Москва, Россия                                 | TKO1 (12) 1:31                                              | Защитил титул WBC Silver, 1-я защита Поветкина. Бой за звание обязательного претендента на титул WBC. Перес два раза в нокдауне. |                                                             |
| 29                                                          | 28(20)-1                                                    | 24 октября 2014                                             | Карлос Такам (30-1-1)                                       | ГЦКЗ «Россия», Москва, Россия                                 | KO10 (12) 0:54                                              | Завоевал титул WBC Silver, 1-я защита Такама. Такам в нокдауне в 9-м раунде. |                                                             |
| 28                                                          | 27(19)-1                                                    | 30 мая 2014                                                 | Мануэль Чарр (26-1)                                         | ГЦКЗ «Россия», Москва, Россия                                 | KO7 (12) 1:09                                               | Завоевал вакантный титул интернационального чемпиона по версии WBC. |                                                             |
| 27                                                          | 26(18)-1                                                    | 5 октября 2013                                              | Владимир Кличко (60-3)                                      | СК Олимпийский, Москва, Россия                                | UD (12)                                                     | Бой за титул чемпиона мира по версиям IBF, IBO (15-я защита Кличко), WBO (11-я защита Кличко), WBA-super (5-я защита Кличко), The Ring (8-я защита Кличко). Поветкин в нокдаунах во 2-м и трижды в 7-м раундах. Счёт судей: 119—104, 119—104, 119—104 в пользу Владимира Кличко. |                                                             |
| 26                                                          | 26(18)-0                                                    | 17 мая 2013                                                 | Анджей Вавжик (27-0)                                        | Крокус Сити Холл, Красногорск, Россия                         | TKO3 (12) 2:23                                              | Титул регулярного чемпиона по версии WBA, 4-я защита Поветкина (добровольная). |                                                             |
| 25                                                          | 25(17)-0                                                    | 29 сентября 2012                                            | Хасим Рахман (50-7-2)                                       | Спортхолл, Гамбург, Германия                                  | TKO2 (12) 1:46                                              | Титул регулярного чемпиона по версии WBA, 3-я защита Поветкина (обязательная). |                                                             |
| 24                                                          | 24(16)-0                                                    | 25 февраля 2012                                             | Марко Хук (34-1)                                            | «Порше-Арена», Штутгарт, Германия                             | MD (12)                                                     | Титул регулярного чемпиона по версии WBA, 2-я защита Поветкина (добровольная), титул Хука по версии WBO в первом тяжелом весе, не на линии. Счёт судей: 114—114, 116—113, 116—112                                                                                                |                                                             |
| 23                                                          | 23(16)-0                                                    | 3 декабря 2011                                              | Седрик Босвелл (35-1)                                       | «Хартвалл Арена», Хельсинки, Финляндия                        | KO8 (12) 2:58                                               | Титул регулярного чемпиона по версии WBA, 1-я защита Поветкина (добровольная). |                                                             |
| 22                                                          | 22(15)-0                                                    | 27 августа 2011                                             | Руслан Чагаев (27-1-1)                                      | «Мессехалле», Эрфурт, Германия                                | UD (12)                                                     | Завоевал вакантный титул регулярного чемпиона по версии WBA. Счёт судей: 117—113, 117—113, 116—112 |                                                             |
| 21                                                          | 21(15)-0                                                    | 18 декабря 2010                                             | Николай Фирта (19-7-1)                                      | Макс Шмеллинг Халле, Берлин, Германия                         | UD (10)                                                     | Счёт судей: 98—92, 100—90, 99—91 |                                                             |
| 20                                                          | 20(15)-0                                                    | 16 октября 2010                                             | Теке Орух (14-2-1)                                          | ДС «Олимпийский», Чехов, Россия                               | KO5 (10) 2:57                                               | |                                                             |
| 19                                                          | 19(14)-0                                                    | 13 марта 2010                                               | Хавьер Мора (22-5-1)                                        | «Макс Шмеллинг Халле», Берлин, Германия                       | TKO5 (10) 0:50                                              | |                                                             |
| 18                                                          | 18(13)-0                                                    | 5 декабря 2009                                              | Лео Нолан (27-1)                                            | «Арена», Людвигсбург, Германия                                | КО3 (10) 2:33                                               | |                                                             |
| 17                                                          | 17(12)-0                                                    | 4 апреля 2009                                               | Джейсон Эстрада (15-1)                                      | «Бург-Вэхтер Кастелло», Дюссельдорф, Германия                 | UD (10)                                                     | Счёт судей: 98—92, 99—94, 97—93 |                                                             |
| 16                                                          | 16(12)-0                                                    | 19 июля 2008                                                | Таурус Сайкс (25-4-1)                                       | ДС «Олимпийский», Чехов, Россия                               | TKO4 (10) 1:43                                              | |                                                             |
| 15                                                          | 15(11)-0                                                    | 26 января 2008                                              | Эдди Чемберс (30-0)                                         | «Темподром», Кройцберг, Берлин, Германия                      | UD (12)                                                     | Выиграл элиминатор чемпиона мира по версии IBF, 2 тур. Счёт судей: 117—111, 119—109, 116—112 |                                                             |
| 14                                                          | 14(11)-0                                                    | 27 октября 2007                                             | Крис Бёрд (40-3-1)                                          | «Мессехалле», Эрфурт, Тюрингия, Германия                      | TKO11 (12) 1:52                                             | Турнир на звание обязательного претендента на чемпионский бой по версии IBF, 1 тур. |                                                             |
| 13                                                          | 13(10)-0                                                    | 30 июня 2007                                                | Ларри Дональд (42-4-3)                                      | СК «Олимпийский», Москва, Россия                              | UD (10)                                                     | Счёт судей : 100—90, 100—90, 100—90 |                                                             |
| 12                                                          | 12(10)-0                                                    | 26 мая 2007                                                 | Патрис Л’Эро (20-3-1)                                       | «Яко-Арена», Бамберг, Германия                                | КО2 (10) 1:02                                               | |                                                             |
| 11                                                          | 11(9)-0                                                     | 3 марта 2007                                                | Дэвид Бостис (37-11-1)                                      | «Штадтхалле», Росток, Германия                                | ТКО2 (10) 2:57                                              | |                                                             |
| 10                                                          | 10(8)-0                                                     | 10 декабря 2006                                             | Имаму Мэйфилд (25-7-2)                                      | СК «Олимпийский», Москва, Россия                              | КО3 (10) 1:17                                               | |                                                             |
| 9                                                           | 9(7)-0                                                      | 23 сентября 2006                                            | Эд Мэхоун (27-3-2)                                          | «Риттал-Арена», Вецлар, Эссен, Германия                       | ТКО5 (8) 2:05                                               | |                                                             |
| 8                                                           | 8(6)-0                                                      | 3 июня 2006                                                 | Ливин Кастильо (14-4)                                       | «Туй-Арена», Ганновер, Германия                               | TKO4 (8) 2:45                                               | |                                                             |
| 7                                                           | 7(5)-0                                                      | 22 апреля 2006                                              | Фрайдей Ахунанья (20-4-2)                                   | «САП-Арена», Мангейм, Германия                                | UD (6)                                                      | |                                                             |
| 6                                                           | 6(5)-0                                                      | 4 марта 2006                                                | Ричард Банго (17-1)                                         | «ЕВЕ-Арена», Ольденбург, Германия                             | КО2 (6) 2:20                                                | |                                                             |
| 5                                                           | 5(4)-0                                                      | 17 декабря 2005                                             | Уилли Чепмэн (19-23-3)                                      | «Макс Шмеллинг Халле», Берлин, Германия                       | ТКО5 (6) 2:19                                               | |                                                             |
| 4                                                           | 4(3)-0                                                      | 12 ноября 2005                                              | Стефан Тессье (3-2)                                         | «Шпортхалле», Альстердорф, Гамбург, Германия                  | UD (4)                                                      | |                                                             |
| 3                                                           | 3(3)-0                                                      | 1 октября 2005                                              | Джон Кэстл (4-1)                                            | «ЕВЕ-Арена», Ольденбург, Германия                             | RTD1 (4) 3:00                                               | |                                                             |
| 2                                                           | 2(2)-0                                                      | 3 сентября 2005                                             | Серрон Фокс (7-3)                                           | «Интернэйшнл Конгресс Центр», Шарлоттенбург, Берлин, Германия | ТКО4 (4) 2:37                                               | |                                                             |
| 1                                                           | 1(1)-0                                                      | 11 июня 2005                                                | Мухаммед Али Дурмаз (2-2)                                   | «БигБокс», Кемптен, Германия                                  | ТКО2 (4) 1:23                                               | Профессиональный дебют. |                                                             |
| Бой                                                         | Рекорд                                                      | Дата боя                                                    | Соперник                                                    | Место проведения боя                                          | Раундов, время                                              | Дополнительно |                                                             |

## Тренеры
- Андрей Викторович Степурко — первый тренер Поветкина по кикбоксингу, знаменитый в России тем, что в течение 7 лет держал на первом месте российскую сборную, где был и Александр.

Тренерами Александра Поветкина по боксу в разное время являлись:
- Владимир Иванович Поветкин;
- Александр Иванович Рагозин;
- Николай Дмитриевич Хромов (Чемпионат Европы-2002);
- Александр Борисович Лебзяк (Чемпионат Европы-2004);
- Валерий Иванович Белов (2005—2009);
- Тедди Атлас (2009—2011);
- Константин Борисович Цзю (2012—2013);
- Александр Васильевич Зимин (2012, 2013);
- Стейси МакКинли (2013);
- Иван Владимирович Кирпа (2014—н. в.).

## Личная жизнь
Женат, двое детей.
Младший брат Александра Поветкина Владимир также выступал на профессиональном ринге. В 2007—2008 годах он провёл шесть успешных боёв в полутяжёлом весе.
Александр Поветкин является абсолютным трезвенником и ведёт здоровый образ жизни.
На встрече с молодёжью в Невинномысске, организованной православным спортивным клубом «Пересвет» в 2014 году, на вопрос, откуда произошло прозвище «Русский Витязь», Александр Поветкин ответил: «Я русский, а Витязь — потому что тренировался в подмосковном клубе „Витязь“».
Своим кумиром в боксе Поветкин называл советского и российского боксёра Александра Лебзяка.
Ранее Поветкин был христианином, перед каждым поединком он осенял себя крестным знамением и находился в составе Патриаршего совета по культуре. С 2004 года он стал интересоваться язычеством. Его интерес начался с просмотра советского мультфильма о язычниках-россичах «Детство Ратибора», после чего он посмотрел советский фильм «Русь изначальная», на основе которого был снят мультфильм и который также повлиял на Александра. В 2013 году Поветкин поменял веру, став неоязычником. По его словам он давно интересовался этим, но решение принял после изучения истории и разговора со священниками, которые его отговаривали. После принятия неоязычества, когда Александра проигрывает, представители РПЦ утверждают, что причина в его вере. По словам боксёра, «Я русский славянин. Главное для меня — жить по чести и по совести. На добро отвечать добром, на зло — тем же». На часть боёв Поветкин выходил под песню «Русь», написаную Николаем Емелиным, исполнителем авторских песен, который так же с христианства перешёл в неоязычество. Фанаты заметили на левом бицепсе Поветкина татуировку в виде «звезды Сварога» («звезды Лады Богородицы», «звезды Руси»), а вместо крестика на его шее — «секира Перуна». Позже на теле Александра появились новые татуировки-обереги. На ладони спортсмена рунами написано «За Русь». Татуировки являются одной из наиболее заметных частей его образа «русского витязя». Александр позиционирует себя родновером, помимо неоязыческих татуировок носит одежду со знаком «коловрата», символом славянского неоязычества.

## Общественная и политическая деятельность
- С 2006 года — депутат Курской областной Думы четвёртого созыва от партии «Единая Россия»[147].
- В 2010 году Поветкин был включён в состав Патриаршего совета по культуре («по согласованию»)[148], о чём узнал только от журналистов[145].
- Во время президентских выборов 2018 года был доверенным лицом Владимира Путина[149].
- В 2020 году стал персонажем компьютерной игры eSports Boxing Club, став первым российским боксером в данном симуляторе[150].
- В феврале 2022 года поддержал вторжение России на Украину озвучивая основные мифы и нарративы российской антиукраинской пропаганды о «истреблении славян»[151][152].
- 19 октября 2022 года внесён в санкционный список Украины лиц «которые публично призывают к агрессивной войне, оправдывают и признают законной вооруженную агрессию РФ против Украины, временную оккупацию территории Украины»[153].
- В 2024 году стал доверенным лицом кандидата в президенты России Владимира Путина[154][155][156].
- 14 мая 2024 года был назначен заместителем губернатора Вологодской области по вопросам спорта и патриотического воспитания молодежи.[157]

## Признание заслуг
- В 2002 году присвоено почётное спортивное звание заслуженный мастер спорта России[158].
- В октябре 2004 года Александр Поветкин стал Почётным гражданином Курской области. Таким образом региональные власти отметили заслуги олимпийского чемпиона Афин перед родным краем[159].
- В конце 2005 года за высокие спортивные достижения на Олимпийских играх-2004 в Афинах президент России Владимир Путин наградил Александра Поветкина орденом Дружбы[160].
- Лауреат национальной премии «Россиянин года» (2011 год)[161].
- В августе 2012 года стал старшим сержантом запаса ВДВ. Сам боксер признался, что никогда не служил в Воздушно-десантных войсках[162].
- По итогам 2003 и 2004 годов Поветкин становился лауреатом приза «Серебряная лань», попадая в десятку сильнейших спортсменов страны, ежегодно определяемую Федерацией спортивных журналистов России.
- В 2010 году российский артист Александр Розенбаум в своей песне «Это было хорошее время» посвятил несколько строк Поветкину: «Руки мастерски чистят креветки, разучившись пускать „Булаву“… Но покуда есть Саня Поветкин, я с надеждой на счастье живу». Предполагалось, что именитый бард, занимавшийся боксом в молодости и постоянно посещающий бои Поветкина, исполнит эту песню перед одним из выступлений спортсмена в России.